# Sesquialtera audens
Sesquialtera audens är en fjärilsart som beskrevs av Louis Beethoven Prout 1931. Sesquialtera audens ingår i släktet Sesquialtera och familjen mätare. Inga underarter finns listade i Catalogue of Life.